# Station Greenbank
Greenbank is een spoorwegstation van National Rail in Cheshire West and Chester in Engeland. Het station is eigendom van Network Rail en wordt beheerd door Northern Rail. 